# Кубок Донецької області з футболу
Кубок Донецької області з футболу — обласні футбольні змагання серед аматорських команд. Проводиться під егідою Асоціації футболу Донецької області.

## Усі переможці
| Сезон        | Володар                                         | Фіналіст                                        | Рахунок        |
| ------------ | ----------------------------------------------- | ----------------------------------------------- | -------------- |
| 1937         | «Сталь» (м. Костянтинівка)                      |                                                 |                |
| 1938         | «Авангард — З-д імені Сталіна» (м. Краматорськ) |                                                 |                |
| 1939         | «Стахановець» (м. Орджонікідзе)                 |                                                 |                |
| 1940         | «Авангард» (м. Горлівка)                        | «Авангард — З-д імені Сталіна» (м. Краматорськ) | 3:0            |
| 1944         | «Локомотив» (м. Ясинувата)                      |                                                 |                |
| 1945         | «Авангард — З-д імені Сталіна» (м. Краматорськ) | «Сталь» (м. Маріуполь)                          |                |
| 1946         |                                                 |                                                 |                |
| 1947         | «Локомотив» (м. Ясинувата)                      |                                                 |                |
| 1948         | «Сталь» (м. Костянтинівка)                      |                                                 |                |
| 1949         | «Металург» (м. Костянтинівка)                   |                                                 |                |
| 1950         | «Локомотив» (м. Ясинувата)                      |                                                 |                |
| 1951         | «Шахтар» (м. Чистякове)                         |                                                 |                |
| 1952         | «Шахтар» (м. Дружківка)                         |                                                 |                |
| 1953         | «Металург» (м. Горлівка)                        |                                                 |                |
| 1954         | «Шахтар Куйбишевський район» (м. Сталіне)       |                                                 |                |
| 1955         | «Локомотив» (м. Артемівськ)                     | «Шахтар» (м. Горлівка)                          |                |
| 1956         | «Шахтар Будьоннівський район» (м. Сталіне)      | «Авангард — З-д імені Сталіна» (м. Краматорськ) | 4:1            |
| 1957         | «Авангард — З-д імені Сталіна» (м. Краматорськ) |                                                 |                |
| 1958         | «Металург» (м. Жданов)                          |                                                 |                |
| 1959         | «Шахтар Будьоннівський район» (м. Сталіне)      | «Енергія» (м. Слов'янськ)                       | 5:0            |
| 1960         | «Ясинівський коксохімічний завод» (м. Макіївка) | «Рудоуправління» (м. Часів Яр)                  | 3:3, 2:0       |
| 1961         | «Шахта № 11 Смолянка» (м. Сталіне)              |                                                 |                |
| 1962         | «Авангард» (м. Макіївка)                        |                                                 |                |
| 1963         | «Арматурно-ізоляторний завод» (м. Слов'янськ)   | «Авангард — З-д імені Сталіна» (м. Краматорськ) | 4:1            |
| 1964         | «Більшовик» (м. Артемівськ)                     | «Автоскло» (м. Костянтинівка)                   |                |
| 1965         | «Старт» (м. Дзержинськ)                         |                                                 |                |
| 1966         | «Шахта № 9 Пролетарський район» (м. Донецьк)    |                                                 |                |
| 1967         | «Горлівкавуглебуд» (м. Горлівка)                | «Хімік» (м. Слов'янськ)                         | 2:1            |
| 1968         | «Зоря» (м. Артемівськ)                          |                                                 |                |
| 1969         | «Шахтар „Холодна балка“» (м. Макіївка)          |                                                 |                |
| 1970         | «Шахтар „Холодна балка“» (м. Макіївка)          |                                                 |                |
| 1971         | «Кольормет» (м. Артемівськ)                     |                                                 |                |
| 1972         | «Ударник» (м. Сніжне)                           |                                                 |                |
| 1973         | «Хімік» (м. Горлівка)                           |                                                 |                |
| 1974         | «Моноліт» (м. Донецьк)                          | «Вогнетривник» (м. Часів Яр)                    |                |
| 1975         | «Шахта імені Калініна» (м. Донецьк)             | «Моноліт» (м. Донецьк)                          |                |
| 1976         | «Кіровець» (м. Макіївка)                        | «Хімік» (м. Слов'янськ)                         |                |
| 1977         | «Кіровець» (м. Макіївка)                        | «Шахтобудівник» (м. Донецьк)                    |                |
| 1978         | «Заграва» (м. Макіївка)                         | «Хімік» (м. Горлівка)                           |                |
| 1979         | «Шахтар» (м. Дзержинськ)                        | «Хімік» (м. Слов'янськ)                         |                |
| 1980         | «Кіровець» (м. Макіївка)                        |                                                 |                |
| 1981         | «Кіровець» (м. Макіївка)                        | «Шахтар» (м. Дзержинськ)                        | 1:0 (д. ч.)    |
| 1982         | ТТУ (м. Донецьк)                                | «Шахтобудівник» (м. Донецьк)                    | 4:1            |
| 1983         | «Шахтар» (м. Дзержинськ)                        | «Шахта імені Засядька» (м. Донецьк)             | 2:1            |
| 1984         | «Шахта імені Засядька» (м. Донецьк)             |                                                 |                |
| 1985         | «Блюмінг» (м. Краматорськ)                      |                                                 |                |
| 1986         | «Шахтар» (м. Дзержинськ)                        | «Металург» (м. Єнакієве)                        |                |
| 1987         | «Південьсталь» (м. Єнакієве)                    | «Бажановець» (м. Макіївка)                      | 3:1 (д. ч.)    |
| 1988         | «Ударник» (м. Сніжне)                           | «Шахтар» (м. Дзержинськ)                        |                |
| 1989         |                                                 |                                                 |                |
| 1990         |                                                 |                                                 |                |
| 1991         |                                                 |                                                 |                |
| 1992         |                                                 |                                                 |                |
| 1993         |                                                 |                                                 |                |
| 1994         |                                                 |                                                 |                |
| 1995/96      | «Сілур» (м. Харцизьк)                           |                                                 |                |
| 1996 (осінь) | «Вуглик» (м. Донецьк)                           | «Сілур» (м. Харцизьк)                           | 2:0            |
| 1997         |                                                 |                                                 |                |
| 1998         |                                                 |                                                 |                |
| 1999         | «Шахта „Україна“» (м. Українськ)                | «Росток» (смт Оленівка)                         | 6:0            |
| 2000         |                                                 |                                                 |                |
| 2001         | «Південьсталь» (м. Єнакієве)                    | «Угольок» (м. Димитров)                         |                |
| 2002         | «Словхліб» (м. Слов'янськ)                      | «Моноліт» (м. Костянтинівка)                    | 4:1            |
| 2003         | «Словхліб» (м. Слов'янськ)                      | «Шахтар» (м. Торез)                             | 5:1            |
| 2004         | «Словхліб» (м. Слов'янськ)                      | «Південьсталь» (м. Єнакієве)                    | 2:0            |
| 2005         | «Словхліб» (м. Слов'янськ)                      | «Портовик» (м. Маріуполь)                       | 3:0            |
| 2006         | «Словхліб» (м. Слов'янськ)                      | «Титан» (м. Маріуполь)                          | 2:1            |
| 2007         | «Словхліб» (м. Слов'янськ)                      | «Конті» (м. Костянтинівка)                      | 1:1 (пен. 4:3) |
| 2008         | «Конті» (м. Костянтинівка)                      | «Словхліб» (м. Слов'янськ)                      | 2:1            |
| 2009         | «Словхліб» (м. Слов'янськ)                      | «Портовик» (м. Маріуполь)                       | 2:1            |
| 2010         | «Словхліб» (м. Слов'янськ)                      | «Авангард» (м. Краматорськ)                     | 3:0            |
| 2011         | «Словхліб» (м. Слов'янськ)                      | «УСК-Рубін» (м. Донецьк)                        | 2:0            |
| 2012         | «Словхліб» (м. Слов'янськ)                      | «Титан» (м. Маріуполь)                          | 4:1            |
| 2013         | «Нова-Люкс» (м. Донецьк)                        | «Аякс» (м. Шахтарськ)                           | 1:1 (пен. В:П) |
| 2014         | не проводився                                   | не проводився                                   | не проводився  |
| 2015         | «Словхліб» (м. Слов'янськ)                      | «Шахтар» ДП УК «Краснолиманська» (Родинське)    | 3:1            |
| 2016         | «Словхліб» (м. Слов'янськ)                      | «Шахтар» (м. Родинське)                         | 2:0            |
| 2017         | «Шахтар» (м. Родинське)                         | «Сапфір» (м. Краматорськ)                       | 2:1            |
| 2018         | «Сапфір» (м. Краматорськ)                       | «Прометей» (смт Велика Новосілка)               | 5:2            |
| 2019         | «Сапфір» (м. Краматорськ)                       | «Авангард U-19» (м. Краматорськ)                | 2:2 (пен. 4:3) |
| 2020         | «Шахтар» (м. Родинське)                         | «Портовик» (м. Маріуполь)                       | 3:0            |
| 2021         | ФК «Слов'янськ» (м. Слов'янськ)                 | «Шахтар» (м. Родинське)                         | 2:1            |